# Ниссин (крейсер)
«Ниссин» (日進) — броненосный крейсер Японского Императорского флота. Второй корабль из серии крейсеров типа «Касуга», закупленных в Италии. Участвовал в Русско-японской и Первой мировой войне.

## Конструкция

### Артиллерийское вооружение
Главный калибр крейсера — четыре 203-мм орудия раздельного заряжания системы Армстронга с длиной ствола 45 калибров. Орудия размещались попарно в башнях овальной формы с плоской крышей в носу и корме. Башенные установки имели электропривод и резервное ручное управление. Максимальная дальность стрельбы составляла до 18000 м, максимальная скорострельность до 2 выстрелов в минуту.
Артиллерия среднего калибра состояла из 14 152-мм скорострельных орудий раздельного заряжания системы Армстронга с длиной ствола 40 калибров. Максимальная дальность стрельбы составляла до 9100 м, максимальная скорострельность 5-7 выстрелов в минуту. Из них десять орудий размещались в бронированной батарее — по пять орудий на борт, четыре орудия размещались на верхней палубе.
Десять 76-мм скорострельных пушек устанавливались: шесть на верхней палубе (по три на борт), по два орудия находилось в носу и в корме на батарейной палубе. Максимальная дальность стрельбы составляла до 10740 м, максимальная скорострельность до 15 выстрелов в минуту.
Шесть 47-мм скорострельных пушек Гочкиса устанавливались по два на кормовом и носовом мостиках, и по одному с правого и левого борта у мачты. Максимальная дальность стрельбы составляла до 6000 м, максимальная скорострельность до 20 выстрелов в минуту.
Также имелось четыре 7,62-мм пулемёта Максима.

## История службы

### Русско-японская война
11 апреля 1904 года крейсера «Ниссин» и «Касуга», завершив переход из Италии, вошли в состав Соединенного флота. 12 апреля «Ниссин» и «Касуга» вместе с 1-м боевым отрядом вышли к Порт-Артуру для прикрытия постановки морских мин транспортом «Корио-мару». Ночью у Порт-Артура произошел бой между прикрывавшим постановку мин 2-м отрядом истребителей и миноносцем «Страшный», в результате которого русский корабль был потоплен. Вышедший на помощь миноносцу броненосный крейсер «Баян» был обстрелян крейсерами 3-го боевого отряда, отправленного специально для того чтобы «выманить» русскую эскадру на поставленное «Корио-Мару» минное поле. Корабли русской эскадры во главе с броненосцем «Петропавловск» под флагом вице-адмирала С. О. Макарова — «Полтава», «Аскольд», «Диана» и «Новик» вышли к месту гибели «Страшного», успешно миновав минное поле. «Петропавловск» открыл огонь по японским крейсерам и они начали отходить на восток. К 09:15 в район боя прибыл 1-й боевой отряд вместе с «Ниссин» и «Касуга», после чего русские корабли отвернули к Порт-Артуру. Здесь к нем присоединились броненосцы «Победа» и «Пересвет», после чего Макаров вновь пошёл на сближение с японскими кораблями. На этот раз курс вёл прямо на мины. В 09:43 «Петропавловск» подорвался на мине и затонул с большей частью экипажа. Японские корабли, не решившись атаковать русскую эскадру под прикрытием береговых батарей, вернулись на якорную стоянку.
Вечером 14 апреля в составе 1-го боевого отряда «Ниссин» и «Касуга» вновь вышли к Порт-Артуру. Утром 15 апреля «Ниссин» и «Касуга» отделились от отряда для ведения перекидной стрельбы по русским кораблям, находившимся на внутреннем рейде Порт-Артура.
Около 09:30 оба крейсера открыли огонь по городу и гавани. Первыми же выстрелами были повреждены броненосец «Ретвизан» и канонерская лодка «Отважный». Один снаряд попал в подводную часть броневого пояса броненосца «Пересвет», но не взорвался и повреждений не нанес. По японским крейсерам был открыт огонь береговой батареи с Ляотешанского полуострова и кораблей, стоящих в гавани на якоре, «Ниссин» и «Касуга» смогли подавить огонь береговой батареи, а при близких падениях снарядов с русских кораблей маневрировали, уклоняясь от попаданий. В 12:50 по команде адмирала Того стрельба была прекращена. Всего на город и порт упало около 190 снарядов, в результате получили ранения пять нижних чинов, убито семь и ранено три китайца. Русскими кораблями по «Ниссин» и «Касуга» было произведено 34 выстрела, в том числе: «Пересвет» — 28, «Севастополь» — 3, «Полтава» — 2 и «Победа» — 1, попаданий не было. При стрельбе на броненосце «Севастополь» произошла поломка станка правого носового 305-мм орудия, которое не удалось ввести в строй до конца боевых действий.

После первых частых выстрелов неприятель повел более редкую стрельбу; его 8-дм снаряды рвались главным образом на Тигровом, в проходе, под Золотой горой и на Перепелке, куда одним за другим упало 2 снаряда, разорвавшиеся среди китайских фанз, причем разрывом было убито 3 китайца и несколько ранено. 4 их выстрела упали в бассейн буквально рядом один с «Пересветом», другой с «Полтавой» и третий с «Казанью», но, к счастью, из них ни один не разорвался. Упали осколки и у самого «Севастополя». По следующим за ними взрывом снаряда на Тигровом хвосте разрушило часть большого цинкового сарая десантной команды, из которого вслед за сим вынесли носилки и затем по телефону сообщили, что осколками ранило двух матросов. Говорили также, что один из наших выстрелов попал в «Ниссин», но кажется, серьезного вреда не причинил, так как крейсер продолжил стрельбу, а затем, когда бомбардировка окончилась, ушел с другими, не нуждаясь, видимо, в посторонней помощи.— Дневник полковника С. А. Рашевского: (Порт-Артур, 1904) / Сост. А. А. Брегман; С. А. Залесский; Д. К. Жеребов; Под ред. и с предисл. А. Л. Сидорова. -- М.-Л.: Изд-во АН СССР, 1954. — 342 с. (Исторический архив. Вып. X).
Во время перекидной стрельбы японские корабли, находившиеся вне дальности стрельбы напротив входа в гавань Порт-Артура, корректировали огонь по радиотелеграфу. Исполнявший обязанности командующего флота контр-адмирал П. П. Ухтомский приказал радиостанциям броненосца «Победа» и Золотой Горы перебить японские телеграммы своими сигналами большей мощности, что существенно помешало точности стрельбы «Ниссин» и «Касуга». Именно этот случай считается первым успешным применением средств радиоэлектронной борьбы и отмечается как день специалиста Войск РЭБ ВС Российской Федерации.

### Первая мировая война
В 1918, в связи с обострением обстановки на Средиземноморском театре военных действий и в качестве усиления японских сил, уже действовавших в регионе, «Ниссин» был направлен на Мальту и включен в состав 2-й эскадры особого назначения.
В составе эскадры «Ниссин» участвовал в эскортировании конвоев и патрулировании морских коммуникаций. После заключения Мудросского перемирия с Османской империей, с 26 ноября 1918 года крейсер временно стал флагманским кораблём командующего эскадрой контр-адмирала Сато Кодзо. Во главе отряда японских кораблей 6 декабря 1918 года «Ниссин» прибыл в оккупированный союзниками Константинополь, где японские силы участвовали в наблюдении за соблюдением условий перемирия.
В начале 1919 года «Ниссин» был задействован в одной из заключительных миссий эскадры – эскортировании семи трофейных германских подводных лодок из Европы в Японию. Отряд под его флагом вышел из Англии, зашёл на Мальту и 18 июня 1919 года прибыл в Йокосуку. После расформирования 2-й специальной эскадры в августе 1919 года крейсер продолжил службу в японском флоте.

## Командиры корабля
- капитан 1-го ранга Такэути Хэйтаро (Takeuchi, Heitaro) — с 16 февраля 1904 года по 12 декабря 1905 года[14].
- капитан 1-го ранга Фукуи Масаёси (Fukui, Masayoshi) — с 12 декабря 1905 года по 17 мая 1907 года[15].
- капитан 1-го ранга Камая Тадамити (Kamaya, Tadamichi) — с 22 октября 1906 года по 5 августа 1907 года[16].
- капитан 1-го ранга Нисияма Ясукити (Nishiyama, Yasukichi) — с 5 августа 1907 года по 7 апреля 1908 года[17].
- капитан 1-го ранга Усида Дзюдзабуро (Ushida, Juzaburo) — с 7 апреля 1908 года по 20 ноября 1908 года[18].
- капитан 1-го ранга Ямада Нараносукэ (Yamada, Naranosuke) — с 10 декабря 1908 года по 1 декабря 1909 года[19].